# Sophie von Merenberg
Sophie de Merenberg, comtesse de Torby (1er juin 1868 - 14 septembre 1927), est la fille aînée du prince Nicolas de Nassau et de son épouse morganatique, Natalia Alexandrovna Pouchkina, comtesse de Merenberg.

## Jeunesse
Née à Genève, Sophie est le premier enfant du prince Nicolas de Nassau et de l'aristocrate russe Natalia Alexandrovna Pouchkina. Issue d'un mariage  morganatique, elle ne peut porter le titre ni bénéficier du rang de son père. Ses grands-parents paternels sont le duc Guillaume de Nassau et la princesse Pauline de Wurtemberg. Ses grands-parents maternels sont le célèbre poète russe Alexandre Pouchkine, et Natalia Nikolaïevna Gontcharova.
Son frère, le comte Georges Nicolas von Merenberg (Wiesbaden, 13 février 1871 - Wiesbaden, 31 mai 1948) se marie le 12 mai 1895 à Nice avec la princesse Olga Alexandrovna Iourievskaïa (Saint-Pétersbourg, 8 novembre 1873 - Wiesbaden, 10 août 1925), fille d'Alexandre II de Russie et de sa seconde épouse morganatique, la princesse Ekaterina Mikhaïlovna Dolgoroukova.

## Union et descendance

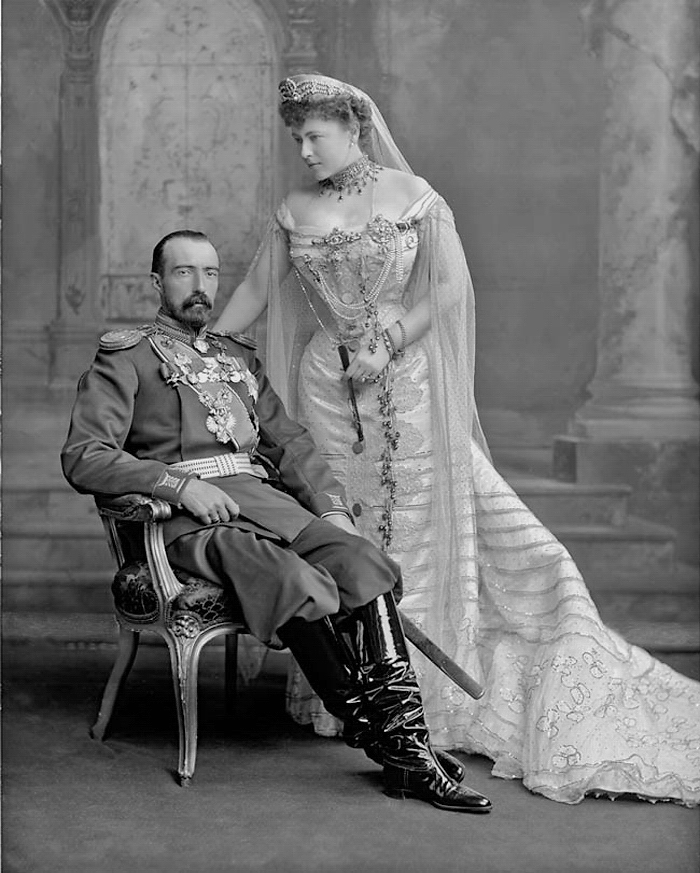
Sophie von Merenberg et son époux en 1902.

Sophie épouse morganatiquement et en secret, le 26 février 1891 à Sanremo, le grand-duc Michel Mikhaïlovitch de Russie, petit-fils de Nicolas Ier de Russie. Michel et Sophie sont parents, car son père, le prince Nicolas, est le cousin au troisième degré du grand-duc. Ils se sont rencontrés à Nice et sont instantanément tombés amoureux. Lorsque la mère du grand-duc apprend le mariage secret de son fils avec une épouse de statut inégal, elle s'effondre et tombe malade, puis meurt des suites d'une crise cardiaque à Kharkiv. Le grand-duc est blâmé pour sa mort et se voit interdire d'assister aux funérailles. Le grand-duc Michel est privé de son grade militaire et est envoyé en exil.
Sophia est créée comtesse de Torby en 1891 par son oncle, le grand-duc Adolphe de Luxembourg. Le titre est aussi accordé à ses trois enfants.
Le couple a deux filles et un fils :
- Anastasia Mikhaïlovna de Torby, connue sous le nom de "Zia" (9 septembre 1892 - 7 décembre 1977), qui épouse, en 1917, le major-général Harold Augustus Wernher, 3e baronnet :
- Nadejda Mikhaïlovna de Torby, dite "Nada" (28 mars 1896 - janvier 1963), qui épouse, en 1916, le prince George de Battenberg, 2e marquis de Milford Haven ;
- Michel Mikhaïlovitch de Torby (8 octobre 1898 - 8 mai 1959), artiste, qui ne s'est pas marié.

Le couple vit à Kenwood House avant la Première Guerre mondiale. Cependant, la révolution russe réduit les finances du grand-duc. Malgré leurs circonstances réduites, ils sont amis du roi George V et de la reine Mary de Teck, et ils continuent à assister à des événements mondains.
Sophie meurt à Londres le 13 septembre 1927, à l'âge de 59 ans, et est enterrée au cimetière de Hampstead. Le grand-duc Michel contracte la grippe et meurt à Londres le 26 avril 1929, à l'âge de 67 ans. Il est enterré aux côtés de sa femme.